# Lemoa
Lemoa és un municipi de la província de Biscaia, País Basc, pertanyent a la comarca d'Arratia-Nerbion.